# Pacto de no agresión soviético-lituano
El pacto de no agresión soviético-lituano (lituano: Lietuvos-TSRS nepuolimo sutartis) fue un pacto de no agresión firmado entre la Unión Soviética y Lituania el 28 de septiembre de 1926. El pacto confirmó todas las disposiciones básicas del Tratado de paz soviético-lituano de 1920. La Unión Soviética siguió reconociendo a Vilna y su región a Lituania, a pesar de que los territorios estaban bajo control polaco desde el motín de Żeligowski en 1920. Asimismo, reconoció los intereses de Lituania en la región de Klaipėda. A cambio, Lituania acordó no unirse a ninguna alianza dirigida contra la Unión Soviética, lo que significó un aislamiento internacional en el momento en que la Unión Soviética no era miembro de la Sociedad de las Naciones. Las ratificaciones se intercambiaron en Kaunas el 9 de noviembre de 1926, y el pacto entró en vigor el mismo día. El pacto fue registrado en la Serie de Tratados de la Sociedad de las Naciones el 4 de marzo de 1927.
El pacto fue iniciado por los lituanos que buscaron una nueva dirección en la política exterior después de los Tratados de Locarno. Las negociaciones comenzaron el 25 de diciembre de 1925, cuando el Comisario del Pueblo de Asuntos Exteriores Gueorgui Chicherin se detuvo en Kaunas en su camino a Moscú. Las negociaciones fueron difíciles, ya que Letonia y Estonia rechazaron el pacto porque impidió la creación de la Entente báltica, Polonia afirmó que el acuerdo violaba la paz de Riga, y Alemania se preocupaba por reforzar las reivindicaciones lituanas a la región de Klaipėda.
El pacto fue polémico en Lituania y su ratificación por el Tercer Seimas el 5 de noviembre de 1926 provocó protestas estudiantiles contra la "bolchevización" de Lituania. Como una de las protestas fue dispersada por la fuerza, se cita como una de las razones del golpe militar en diciembre de 1926. 
Sin embargo, los diplomáticos creyeron que el mantenimiento de la controversia sobre la relevante región de Vilna en la política europea valía la pena el costo. El pacto original debió expirar en cinco años, pero el 6 de mayo de 1931 se extendió por otros cinco años. El 4 de abril de 1934, fue ampliado hasta el 31 de diciembre de 1944. Se firmó un convenio separado para definir la "agresión" el 5 de julio de 1933. 
El pacto se rompió cuando el 15 de junio de 1940, la Unión Soviética ocupó Lituania.